# هندودر
هندودر (بالفارسية: هندودر) هي منطقة سكنية تقع في إيران في Sarband District. يقدر عدد سكانها بـ 1,863 نسمة .